# Мюнхвилен (Аргау)
Мюнхвилен (нем. Münchwilen AG) — коммуна в Швейцарии, в кантоне Аргау. 
Входит в состав округа Лауфенбург.  Население составляет 701 человек (на 31 декабря 2007 года). Официальный код  —  4172.